# Márta Megyeriné
Márta Megyeri (Dorog, 29 de agosto de 1952) é uma ex-handebolista húngara, medalhista olímpica.
Márta Megyeri fez parte do elenco medalha de bronze, em Montreal 1976.